# Antiga Escola Nacional de l'Arboç
L'Antiga Escola Nacional de l'Arboç és una obra de l'Arboç (Baix Penedès) inclosa a l'Inventari del Patrimoni Arquitectònic de Catalunya.

## Descripció
Edifici situat enfront del Carrer dels Missers. Té tres plantes. Els baixos consten d'una gran portalada d'arc rebaixat i d'una finestra amb reixa. El pis noble té una gran balconada, amb base de pedra amb els angles arrodonits i amb tres portes balconeres. El segon pis presenta tres finestres quadrangulars i hi ha una cornisa com a remat. Està abandonat i en molt mal estat.

## Història
Aquest edifici fou utilitzat com a escola pública cap als anys 1930. era un edifici llogat per l'ajuntament de la vila. Fou utilitzat com a escola fis passats els anys seixanta. Les noves escoles s'edificaren una mica més enllà dins el mateix carrer Jussà (1885-1982). Malgrat això, en l'actualitat s'ha construït al carrer del Priorat un nou grup escolar, enderrocant l'anterior.